# 彼得·韋蘭
彼得·韋蘭德爵士（英語：Sir Peter Weyland）是在異形系列前傳《普羅米修斯》和《異形：聖約》中登場的一個虛構人物，由蓋·皮爾斯飾演，首次亮相於2012年的短片《TED2023》中。
在電影虛構情節中，彼得·韋蘭德是一名成功的科學家、企業家，韋蘭德公司創辦人，曾先後兩度獲得諾貝爾和平獎。當韋蘭年邁之時渴望得到永生，信受了考古學家伊莉莎白·蕭的推測，出資贊助「普羅米修斯號」太空飛船的遠航，尋找據信為創造人類的「工程師」外星物種，自己亦暗中躲在該飛船內一同前往；然而事態發展卻並非如他所願，韋蘭德最終在LV-223星球上被一名倖存的工程師殺死。

## 創作
《普羅米修斯》電影的編劇戴蒙·林道夫將韋蘭德這個角色設想為一個非常地自負、且有上帝情結的人，並把該角色類比為《銀翼殺手》中希望延長壽命的人造人羅伊·巴蒂（Roy Batty）。導演雷利·史考特則表示韋蘭德是《普羅米修斯》與《異形》間的关键性连接人物。在電影病毒式行銷活動時建立的韋蘭德公司官方網站裡，有詳細了介紹彼得·韋蘭德和韋蘭德公司的虛構歷史。
在電影發展的初期，史考特最是初屬意由麥斯·馮·西度來飾演韋蘭德，但最終選擇了蓋·皮爾斯。
為描繪年老的韋蘭德，演員蓋·皮爾斯需要花5個小時的時間化妝及穿戴假肢，他還要研究該如何模仿一位老人的說話和移動方式。但在電影上映後，皮爾斯的表現獲得了一些負面評價，主要是因為讓一個44歲的演員來飾演103歲的角色並未能夠讓人信服。
2016年，皮爾斯被證實將在《異形：聖約》裡飾演中年的彼得·韋蘭德。

## 生平
根據韋蘭德公司官方網站上的虛構簡歷，彼得·韋蘭德於1990年10月1日出生印度孟買，在14歲時就已擁有12項科技專利，25岁獲封爵士。2012年10月11日，創建韋蘭德公司（後來與尤坦尼公司合併而成為韋蘭德-尤坦尼集團）。2017年，因「修复極地氣候」而獲得諾貝爾和平獎。2023年，因「以基因療法治療98%的癌症」而二度獲得諾貝爾和平獎；同年，在TED大會上發表演說。

## 電影

### TED2023
2023年，彼得·韋蘭德出席了TED大會，並發表演說，在其中提到了普羅米修斯因為盜竊而受到懲罰的傳說，並描述了人類科技的演進，宣稱他將會製造能完美模仿人類的人造人，最終得出結論：「現在，我們才是上帝」，還說「有你們的支持，我就能改變整個世界」。

### 普羅米修斯
2089年，在考古學家伊莉莎白·蕭發現一份古老的星圖後，年邁的彼得·韋蘭德決定提供資金組建一支探險隊，乘坐「普羅米修斯號」出發前往星圖所指向的LV-223行星，探索人類起源的秘密。渴望獲得永生的韋蘭秘密躲在飛船的休眠艙內，只有他女兒梅莉迪絲·維克斯和人造人大衛8知情。
在飛船抵達目的地並確認仍有一名「工程師」外星人存活後，韋蘭德被喚醒，與大衛、伊莉莎白·蕭等人進入行星上的基地內面見該名「工程師」，希望說服對方賜予自己永生；當蕭試圖干涉時，韋蘭命令手下將其制服並說在必要時可射殺她。工程師透過大衛的翻譯了解到韋蘭德的意圖後，隨即殺死了他和現場的其他人（逃走的伊莉莎白·蕭除外）。韋蘭在死前終究意識到自己的作為是徒勞無效的。

### 異形：聖約
在一個倒敘片段裡，彼得·韋蘭德與他新創造出來的人造人大衛8交流。面對大衛「人類的造物主是誰？」的提問，韋蘭德無以作答，只告訴對方自己有遭一天會去尋找他的造物主。

## 外部連結
- 彼得·韋蘭德與韋蘭德公司的簡歷（英文）